# Universidad de Concepción, Chile
Universidad de Concepción este o universitate fondată în 1919 în Concepción, Chile.  

## Unele Facultăți
- Facultatea de Inginerie
- Facultatea de Științe
- Facultatea de Arhitectura
- Facultatea de Educație
- Facultatea de Umanism
- Facultatea de Medicină